# Wincenty Raczyński
Wincenty Raczyński (ur. 1771 w Byszkach, zm. 1857 na terenie Kurlandii) – hrabia, kawaler maltański, szambelan dworu królewskiego Mikołaja I Romanowa w 1830, szambelan Stanisława Augusta Poniatowskiego.

## Życiorys
Stworzył trwałe podwaliny pod kurlandzką linię rodu Raczyńskich.
Urodził się jeszcze na terenie Wielkopolski. Wcześnie osierocony wychowywał się na rogalińskim dworze Raczyńskich, pod kuratelą marszałka Kazimierza Raczyńskiego. W 1793 Kazimierz wysłał go na Maltę, celem odbycia nauk i wstąpienia do Zakonu Maltańskiego, do czego doszło w 1797. Walczył wówczas m.in. z lokalnymi piratami. Car Paweł I Romanow mianował go komturem, co wiązało się ze złożeniem przysięgi czystości (po likwidacji zakonu przyrzeczenie to wygasło). Wyjechał do Rosji i ostatecznie osiadł w Mitawie (Kurlandia), nabywając majątki we wsiach Zenhof i Rothof, tym samym stwarzając trwałą bazę dla kurlandzkiej linii rodu, która utworzyła się po sporze o majątek Franciszka Stefana. W 1806 ożenił się z Luizą Anną Wilhelminą Lüdinghausen-Wolff. W 1841 zaliczono go w poczet rycerstwa kurlandzkiego. Mimo tych zaszczytów podkreślał swoją tęsknotę za ziemią wielkopolską i nie czuł się dobrze w zniemczonym otoczeniu. Umarł w niejasnych okolicznościach na imprezie ślubnej znajomych, zbyt intensywnie angażując się w taniec i prawdopodobnie nadużywając potem alkoholu. Był ojcem czworga dzieci: Wilhelma Leopolda (ur. 1808, powstańca listopadowego), Aleksandra (ur. 1813, pułkownika-porucznika), Emilii (ur. 1816) i Edwarda (ur. 1824, zginął w bitwie pod Ałmą).